# فرودگاه گویی‌لرمو لیون والنسیا
فرودگاه گویی‌لرمو لیون والنسیا (به انگلیسی: Guillermo León Valencia Airport) (به زبان بومی: Aeropuerto Guillermo León Valencia) یک فرودگاه همگانی با کد یاتا PPN است که یک باند فرود آسفالت دارد و طول باند آن ۱٫۹۱ متر است. این فرودگاه در کشور کلمبیا قرار دارد و در ارتفاع ۱٫۷۳۳ متری از سطح دریا واقع شده است.

## شرکت‌های هواپیمایی و مقصدهای پروازی

### مسافری
| شرکت‌های هواپیمایی | مقصدهای پروازی |
| ----------------- | -------------- |
| اویانکا           | ال دورادو      |
| ایزی‌فلای          | ال دورادو      |